# Снежная страна (Япония)
Сне́жная страна́ (яп. 雪国 юкигуни); также, более прозаично — зо́на си́льного снегопа́да (яп. 豪雪地帯 го:сэцу титай), — термин, применяемый к районам в Японии, для которых характерны обильные и продолжительные снегопады. В основном это префектуры, обращенные к Японскому морю, расположенные на западном побережье острова Хонсю и острова Хоккайдо. Из-за этого природного феномена они являются одним из самых снежных населённых мест в мире.

## Описание
Довольно поэтический термин снежная страна (яп. 雪国 Юкигуни) может относиться к любой территории с сильным или глубоким снегом и обычно обозначает территории, выходящие к Японскому морю на западе острова Хонсю (главный остров Японии) и территорию Японских Альп (общее название трёх горных хребтов в центре Хонсю). В более широком смысле слова «снежная страна» означает пояс вдоль Японского моря от префектуры Ямагути (в частности, префектуры Симане[уточнить]) на юге до северной оконечности острова Хонсю, а также острова Садо и острова Хоккайдо. В более узком смысле слова данный термин используется для территории от префектуры Фукуи до префектуры Акита, но чаще всего означает территории префектур Фукуи, Тояма и Ниигата.
«Зона сильного снегопада» включает места, где снегопад и снежный покров являются помехой для жизни жителей или развития местной промышленности. В целом более половины территории Японии относят к данной зоне — 10 префектур входят полностью и ещё 14 других частично из 47 префектур Японии. Территории, входящие в зону сильного снегопада, имеют право на субсидии и другие специальные меры со стороны центрального правительства, чтобы помочь им справиться со снегом (например, для уборки снега) и обеспечить стабильность местной экономике.
Территория «снежной страны» является местом возникновения одних из самых сильных снегопадов в мире. В зимнее время северо-западный муссон, дующий с континента в сторону Японии, при прохождении через Японское море вбирает большое количество водяного пара с поверхности тёплого Цусимского течения, образуя наполненные влагой облака, которые натыкаются на горы на западе острова Хонсю и выпадают в виде снега на обращенное к Японскому морю западное побережье острова Хонсю. Из-за этого регион «снежной страны» является одним из самых снежных мест в мире в умеренных широтах. В Японии находятся пять самых снежных городов мира: Аомори (среднегодовая толщина снежного покрова c 1981 по 2010 год — 669 см.), Саппоро (среднегодовая толщина снежного покрова c 1981 по 2010 год — 597 см.), Ямагата (среднегодовая толщина снежного покрова c 1981 по 2010 год — 426 см.), Тояма (среднегодовая толщина снежного покрова c 1981 по 2010 год — 383 см.), Акита (среднегодовая толщина снежного покрова c 1981 по 2010 год — 377 см.). Рекордные снегопады относятся к декабрю 2005 — февралю 2006 годов, когда во многих сельских районах выпало более 3 м снега (4,5 м в одной части префектуры Аомори) и от 46 см. (Тоттори) до почти 1,5 м. (Аомори) в нескольких крупных городах.
Штормовая погода, возникающая в Японском море зимой, также вызывается северо-западным муссоном. Многие населённые пункты в «снежной стране» часто страдают от лавин.
В некоторых местах снег бывает настолько глубоким, что на вторых этажах зданий имеется специальный вход. Люди должны убирать снег со своих крыш, чтобы его вес не разрушил их дома, особое внимание уделяется защите деревьев от веса снега. В некоторых городах жители привыкли прокладывать проходы от дома к дому, а улицы покрыты дорожными снегоплавильными системами, чтобы люди могли передвигаться. Сегодня в относительно тёплых районах, где среднегодовая температура достаточно высока, многие дороги оборудованы снегоплавильной опрыскивательной системой, использующей тёплые грунтовые воды, чтобы растапливать снег на дорогах.
Одной из ярких особенностей «снежной страны» в Японии являются снежные монстры (яп. 樹氷 Дзюхё) на горе Дзао (яп. 蔵王山 Дзао-сан). Сильный ветер над близлежащим озером сдувает капли воды, которые замерзают на деревьях и их ветвях, пока не начинают образовываться почти горизонтальные сосульки. Падающий снег оседает на ледяных образованиях, и преобразует деревья в гротескные скульптуры. Целый лес таких деревьев производит призрачное впечатление.